# Stanisław Machowicz

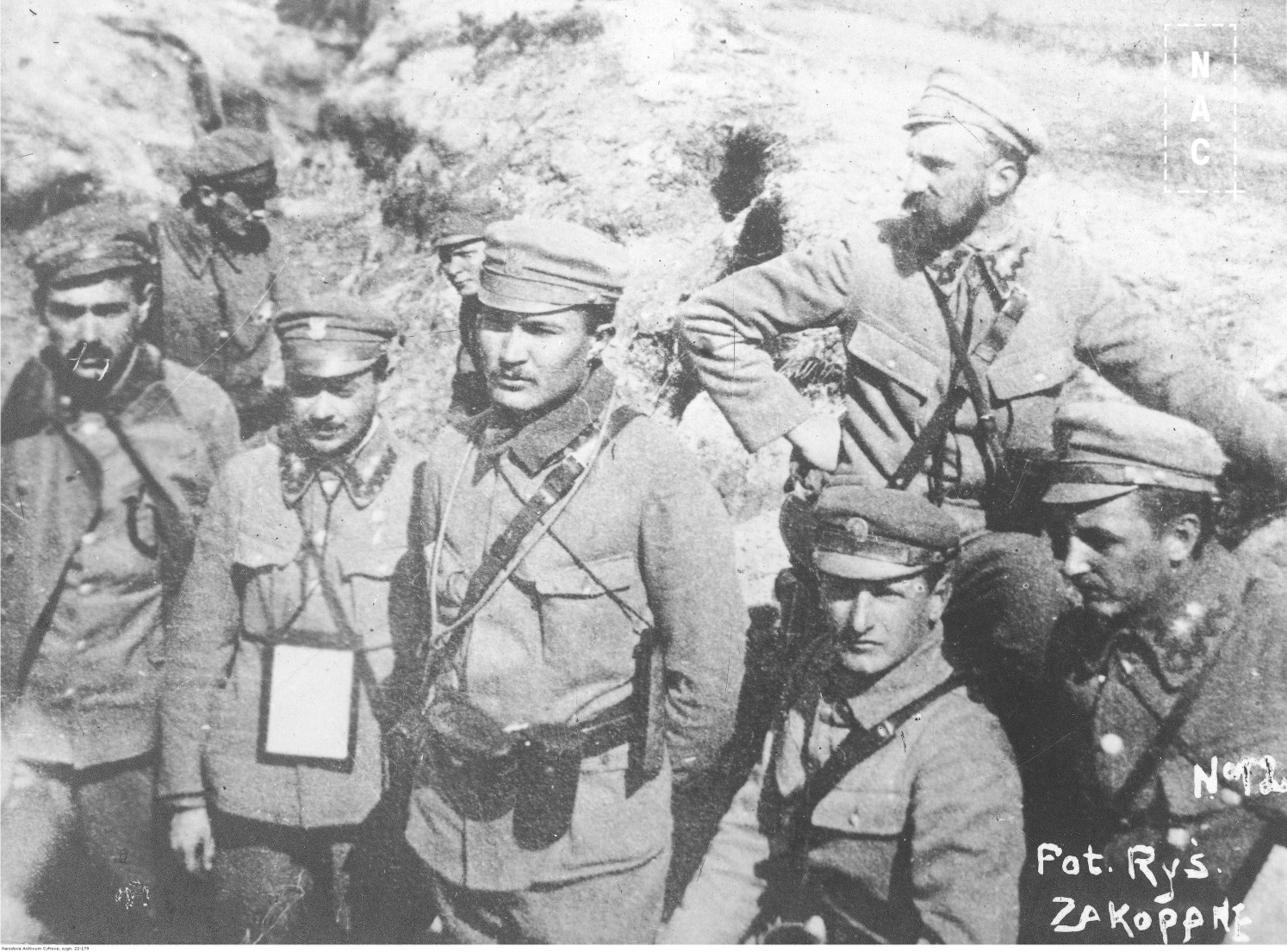
oficerowie VI batalionu Legionów Polskich - drugi z lewej Stanisław Machowicz

Stanisław Benedykt Machowicz ps. „Sawa” (ur. 18 listopada 1889 lub 18 stycznia 1890 w Warszawie, zm. 3 lipca 1962) – pułkownik piechoty Wojska Polskiego.

## Życiorys

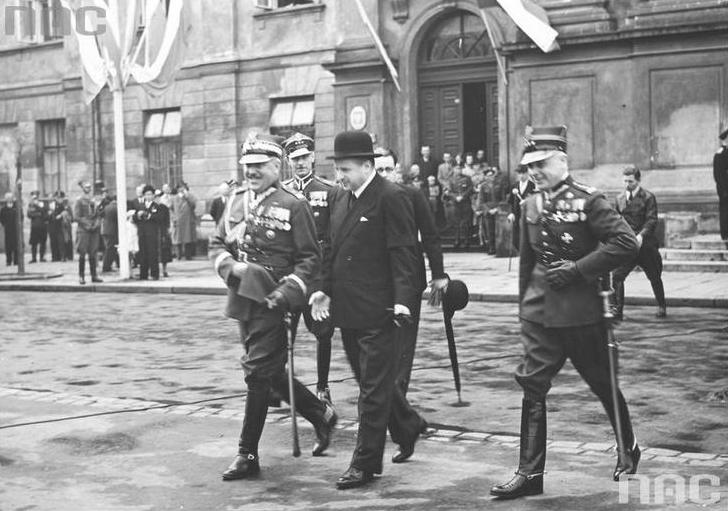
Od lewej: Henryk Krok-Paszkowski, Stefan Starzyński, Stanisław Machowicz podczas Święta Niepodległości Polski 15 sierpnia 1939 w Warszawie

Urodził się 18 listopada 1889 lub 18 stycznia 1890. Pracował jako księgarz. Działał w Związku Strzeleckim i Związku Walki Czynnej, w ramach tych organizacji odbył kurs oficerski, a od marca 1913 do kwietnia 1914 pełnił funkcję komendanta obwodu Nowy Sącz Związku Strzeleckiego. Po wybuchu I wojny światowej od sierpnia do 26 października 1914 był dowódcą 3 kompanii strzeleckiej kpt. Mieczysława Rysia-Trojanowskiego, który później stał się 3 kompanią w IV batalionie 1 pułku piechoty w składzie I Brygady. Wstąpił do Legionów Polskich. Później służył w Polskiej Organizacji Narodowej. 9 października 1914 awansował na porucznika piechoty legionów. W późniejszym czasie był dowódcą 2 kompanii w VI batalionie 7 pułku piechoty w I Brygadzie do końca sierpnia 1915. Mianowany na stanowisko dowódcy batalionu rekruckiego w I Brygadzie. Dowodził jeszcze kompanią w 2 pułku piechoty w składzie II Brygady. Odniósł rany w walkach pod Rudką Miryńską 3 sierpnia 1916. Następnie skierowany do służby werbunku. Później kierował PUZ w Płocku do 4 czerwca 1917, po czym służył ponownie w 2 pułku piechoty LP. Po zwolnieniu z Legionów 14 lipca 1917 był internowany w Beniaminowie. Podczas służby w legionach używał pseudonimu „Sawa” .
Po odzyskaniu przez Polskę niepodległości w 1918 wstąpił do Wojska Polskiego. Został zweryfikowany w stopniu majora piechoty ze starszeństwem z dniem 1 czerwca 1919. 10 lipca 1922 roku został zatwierdzony na stanowisku pełniącego obowiązki zastępcy dowódcy 3 pułku Strzelców Podhalańskich w Bielsku z równoczesnym przeniesieniem z 9 pp Leg. W 1924 roku został awansowany na podpułkownika ze starszeństwem z 1 lipca 1923 roku w korpusie oficerów piechoty. 28 stycznia 1928 roku został przeniesiony do 9 pułku piechoty Legionów w Zamościu na stanowisko dowódcy pułku. W tym czasie został awansowany do stopnia pułkownika piechoty 1 stycznia 1930. 31 sierpnia 1935 został komendantem Miasta Warszawa. W okresie mobilizacji 1939 odpowiadał za przygotowania Warszawy do obrony. Funkcję komendanta miasta stołecznego pełnił po wybuchu II wojny światowej 1939 w okresie kampanii wrześniowej i obrony Warszawy do 10 września 1939. Po kapitulacji stolicy został wzięty przez Niemców do niewoli. Był przetrzymywany w obozie jenieckim Oflag VII A Murnau. Odzyskał wolność 29 kwietnia 1945.
Po zakończeniu wojny pozostał na emigracji w Wielkiej Brytanii. Tam zmarł 3 lipca 1962.

## Ordery i odznaczenia
- Krzyż Niepodległości (10 grudnia 1931)[7]
- Krzyż Oficerski Orderu Odrodzenia Polski (11 listopada 1937)[8]
- Krzyż Walecznych (czterokrotnie)
- Złoty Krzyż Zasługi (19 marca 1931)[9]
- Znak oficerski „Parasol”